# Gottlieb Wilhelm Christian von Platen

Stammwappen der Herren und Grafen von Platen

Gottlieb Wilhelm Christian Graf von Platen (* 15. April 1765 in Krimvitz auf Rügen; † 20. Februar 1819 in Königsberg) war ein preußischer Generalmajor.

## Leben

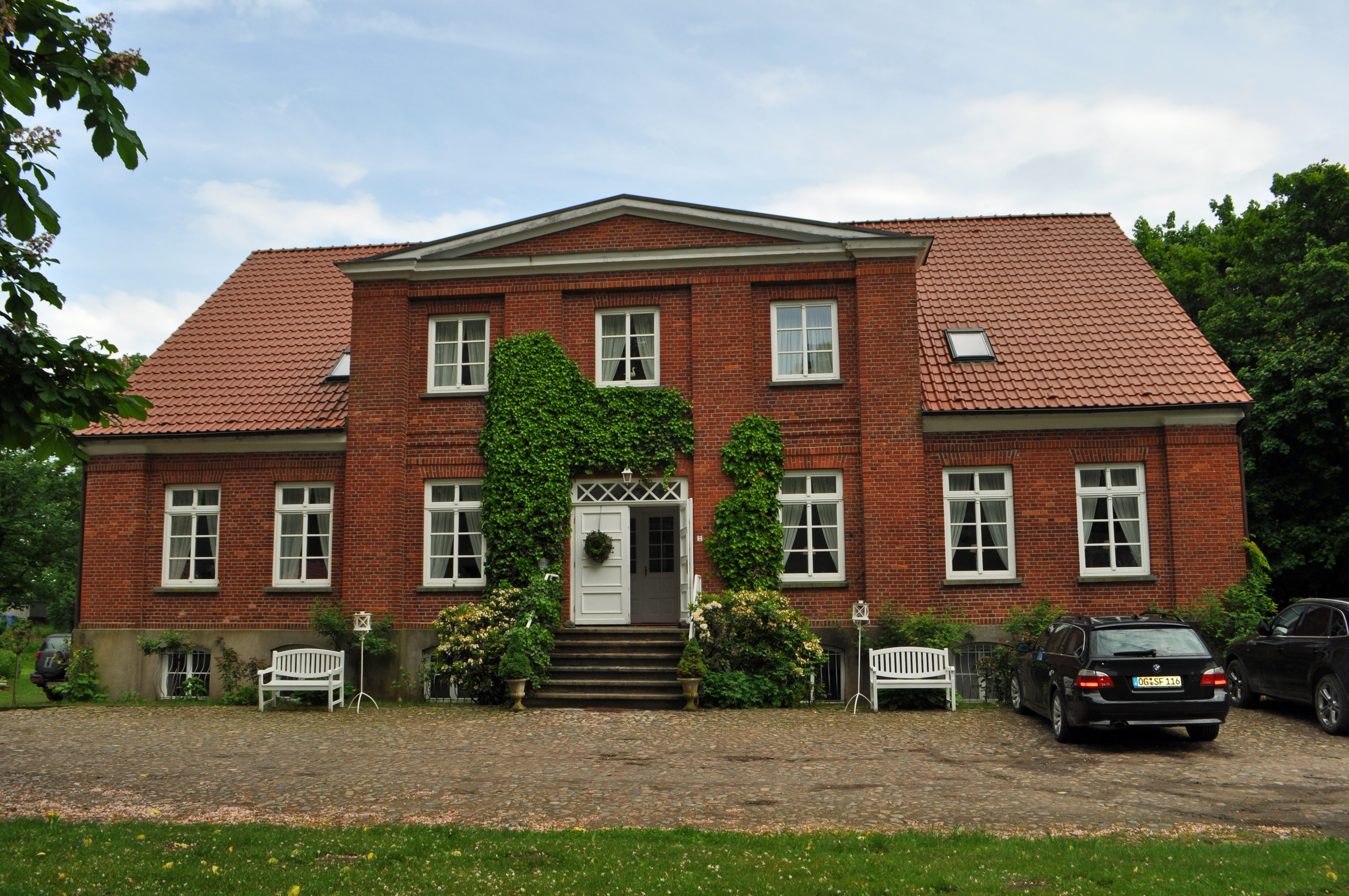
Das Gutshaus in Krimvitz, Geburtshaus des Gottlieb von Platen

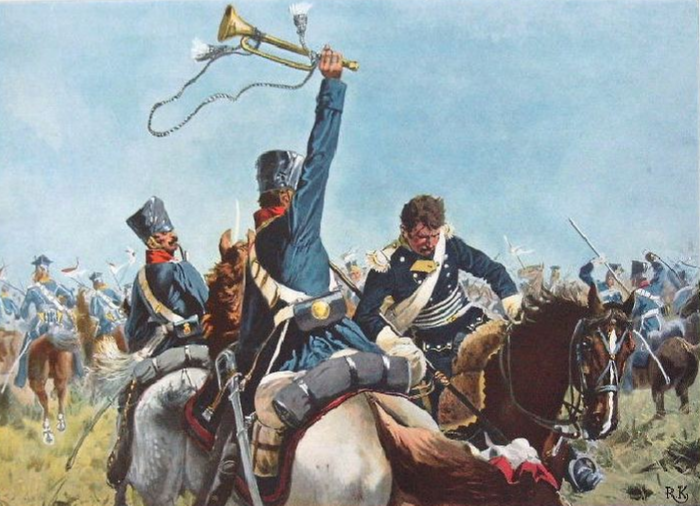
Der tolle Platen u. sein Trompeter am 5. April 1813 in d. Schlacht von Möckern, Gemälde v. Richard Knötel (1857–1914)

Er stammte aus der pommerschen uradligen Familie Platen und war ein Sohn des Bogislaw von Platen († 1768) auf Krimvitz. Seine Mutter war Marie Katharina Christine von Usedom (* 1747; † 1825). Nach dem Tod ihres Mannes heiratete sie Heinrich Rickmann von der Lancken (* 1753; † 1817), Herr auf Mattchow.
Er muss um 1780 in preußische Dienste gegangen sein, aber 1786 war er noch Kornett. Im Oktober 1787 wurde er aber dann als Seconde-Lieutenant in das Dragonerregiment Nr. 6 versetzt. Am 7. Oktober 1797 wurde er dort zum Premier-Lieutenant, am 4. März 1801 zum Stabshauptmann und am 2. Januar 1802 zum wirklichen Hauptmann (Rittmeister) befördert.  Er erwarb 1807 als Rittmeister im Dragonerregiment von Auer in der Schlacht bei Heilsberg bei einem Angriff auf französische Kürassiere den Pour le Mérite. Am 19. November 1807 zum Major befördert, wurde er am 1. Dezember 1807 in das I. Bataillon des 1. westpreußischen Dragoner-Regiments versetzt. Dort geriet er mit dem Major von Unruh in Streit und wurde am 8. August 1810 zu den Litthauischen Dragonern versetzt. Dennoch verabredeten die Streithähne ein Duell am 11. Februar auf dem Schlachtfeld von Preußisch Eylau. Der Major von Unruh hatte aber seiner Schwester von dem Duell geschrieben, sie war Hofdame und so erfuhr der König von der Sache, der nun seinen Flügeladjutanten Major Henkel von Donnersmark schickte, die beiden zu verhaften. Ende September 1811 wurde Kriegsgericht gehalten und die Duellanten zum je einem Jahr Festungshaft verurteilt. Platen kam nach Pillau, wo er bereits im Februar 1812 begnadigt wurde.
Er nahm im Range eines Majors ab 1813 an den Freiheitskriegen gegen Napoleon I. teil, gehörte zum Corps Yorcks von Wartenburg und erwarb sich durch seine Verwegenheit dessen Achtung und Zuneigung. Am 5. April im Gefecht bei Möckern verwundet rettete ihn sein Trompeter; er nahm am 2. Mai an der Schlacht bei Großgörschen und am 19. Mai an der Schlacht von Königswartha-Weißig teil. Am 13. Juni 1813 erhielt er den russischen St. Annen-Orden 2. Klasse. Am 15. August 1813 stieg er zum Oberstleutnant auf. Für die am 26. August erfolgte Schlacht an der Katzbach wurde er am 12. September mit dem Eisernen Kreuz 1. Klasse ausgezeichnet. In der Schlacht bei Château-Thierry geriet er 1814 in Reims in kurzfristig in Gefangenschaft, nachdem er durch einen Säbelhieb im Gesicht verwundet worden war. Es gelang ihm aber noch am gleich Tag zu entkommen. Er kam zur Behandlung seiner Wunden nach Rheims und geriet dort erneut in Gefangenschaft. Er kam bis zum Ende des Krieges nach Limoges. Am 31. Mai 1814 wurde er dann zum Oberst befördert und kehrte mit seinem Regiment nach Westpreußen zurück.
Am 2. Januar 1816 nahm von Platen seinen Abschied, bekam eine Pension von 1000 Talern und den Range eines Generalmajors. Er starb am 20. Februar 1819 auf einem Tanzball.
Als verwegener Reiter und Original war er bekannt als der tolle Platen und wurde der Held vieler Anekdoten aus der Zeit der Freiheitskriege. Eine Publikation einer Lebensskizze erfolgte in den 6. Beiheften zum Militär-Wochenblatt für 1882.